# Kota Bharu
Kota Bharu là thành phố ở bang Kelantan của Malaysia. Thành phố có diện tích 394 km²; dân số thời điểm năm 2010 là 609.886 người. Đây là thành phố đông dân thứ 10 Malaysia theo dân số.
Kota Bharu là thủ phủ của bang Kelantan. Thành phố cũng là tên của vùng lãnh thổ (jajahan) nơi thành phố Kota Bharu tọa lạc. Tên gọi "Kota Bharu" có nghĩa là "thành phố mới" hay "pháo đài mới" trong tiếng Mã Lai. Kota Bharu nằm ở phần đông bắc của bán đảo Mã Lai, gần cửa sông Kelantan. Năm 2005, dân số ước tính là 425.294 người, biến nơi này thành trong những đô thị lớn nhất trên bờ biển phía đông của bán đảo Mã Lai. Đến năm 2009, Kota Bharu trở thành thành phố đông dân nhất trên bờ biển phía đông của bán đảo Kota Bharu với dân số ước khoảng 577.301 người và tiếp tục tăng lên mức 609.886 người trong năm 2010, đưa Kota Bharu trở thành thành thị có mật độ cao nhất trên bờ biển phía đông của bán đảo Mã Lai. Kota Bharu xếp hạng thứ 10 trong danh sách những thành phố lớn nhất ở Malaysia.
Thành phố miền đông bắc Malaysia này nằm gần biên giới với Thái Lan. Thành phố có nhiều thánh đường Hồi giáo, nhiều bảo tàng và lối kiến trúc độc đáo của các cung điện hoàng gia cũ (vẫn còn là nơi ở của quốc vương Hồi giáo và không cho du khách vào bên trong tham quan) và các toà nhà hoàng gia cũ (nơi du khách có thể vào thăm) toạ lạc ở trung tâm thành phố.
Tuyến bờ Đông của Keretapi Tanah Melayu tại nhà ga Wakaf Bharu gần đó đưa khách đến ga Stesen và sân bay Sultan Ismail Petra (nằm ở Pengkalan Chepa). Trong những giai đoạn thập niên 70-80, nơi đây được cho phép là căn cứ huấn luyện biệt kích thâm nhập vào Việt Nam theo hướng Cà Mau.

## Khí hậu
| Dữ liệu khí hậu của Kota Bharu (1961–1990) | Dữ liệu khí hậu của Kota Bharu (1961–1990) | Dữ liệu khí hậu của Kota Bharu (1961–1990) | Dữ liệu khí hậu của Kota Bharu (1961–1990) | Dữ liệu khí hậu của Kota Bharu (1961–1990) | Dữ liệu khí hậu của Kota Bharu (1961–1990) | Dữ liệu khí hậu của Kota Bharu (1961–1990) | Dữ liệu khí hậu của Kota Bharu (1961–1990) | Dữ liệu khí hậu của Kota Bharu (1961–1990) | Dữ liệu khí hậu của Kota Bharu (1961–1990) | Dữ liệu khí hậu của Kota Bharu (1961–1990) | Dữ liệu khí hậu của Kota Bharu (1961–1990) | Dữ liệu khí hậu của Kota Bharu (1961–1990) | Dữ liệu khí hậu của Kota Bharu (1961–1990) |
| Tháng                                      | 1                                          | 2                                          | 3                                          | 4                                          | 5                                          | 6                                          | 7                                          | 8                                          | 9                                          | 10                                         | 11                                         | 12                                         | Năm                                        |
| ------------------------------------------ | ------------------------------------------ | ------------------------------------------ | ------------------------------------------ | ------------------------------------------ | ------------------------------------------ | ------------------------------------------ | ------------------------------------------ | ------------------------------------------ | ------------------------------------------ | ------------------------------------------ | ------------------------------------------ | ------------------------------------------ | ------------------------------------------ |
| Trung bình ngày tối đa °C (°F)             | 29.0 (84.2)                                | 29.9 (85.8)                                | 31.1 (88.0)                                | 32.4 (90.3)                                | 32.7 (90.9)                                | 32.3 (90.1)                                | 31.9 (89.4)                                | 31.8 (89.2)                                | 31.5 (88.7)                                | 30.8 (87.4)                                | 29.4 (84.9)                                | 28.6 (83.5)                                | 30.9 (87.6)                                |
| Trung bình ngày °C (°F)                    | 25.6 (78.1)                                | 26.1 (79.0)                                | 26.9 (80.4)                                | 27.8 (82.0)                                | 28.0 (82.4)                                | 27.5 (81.5)                                | 27.1 (80.8)                                | 26.9 (80.4)                                | 26.7 (80.1)                                | 26.6 (79.9)                                | 25.9 (78.6)                                | 25.6 (78.1)                                | 26.7 (80.1)                                |
| Tối thiểu trung bình ngày °C (°F)          | 22.5 (72.5)                                | 22.7 (72.9)                                | 23.1 (73.6)                                | 23.8 (74.8)                                | 24.2 (75.6)                                | 23.8 (74.8)                                | 23.4 (74.1)                                | 23.4 (74.1)                                | 23.3 (73.9)                                | 23.4 (74.1)                                | 22.9 (73.2)                                | 22.7 (72.9)                                | 23.3 (73.9)                                |
| Lượng mưa trung bình mm (inches)           | 126.6 (4.98)                               | 50.1 (1.97)                                | 90.0 (3.54)                                | 85.6 (3.37)                                | 99.1 (3.90)                                | 122.8 (4.83)                               | 154.8 (6.09)                               | 172.3 (6.78)                               | 202.1 (7.96)                               | 268.7 (10.58)                              | 656.1 (25.83)                              | 571.0 (22.48)                              | 2.599,2 (102.33)                           |
| Số ngày mưa trung bình (≥ 1.0 mm)          | 8                                          | 5                                          | 6                                          | 5                                          | 9                                          | 9                                          | 11                                         | 12                                         | 14                                         | 14.6                                       | 20                                         | 17                                         | 130.6                                      |
| Số giờ nắng trung bình tháng               | 212.4                                      | 227.4                                      | 259.2                                      | 266.2                                      | 240.8                                      | 210.5                                      | 223.1                                      | 214.1                                      | 201.4                                      | 184.9                                      | 141.9                                      | 148.3                                      | 2.530,2                                    |
| Nguồn: NOAA                                |                                            |                                            |                                            |                                            |                                            |                                            |                                            |                                            |                                            |                                            |                                            |                                            |                                            |